# Hassane Brahim
Hassane Brahim (arabe : حسن إبراهيم)  né le 16 novembre 1994 à N'Djamena, est un footballeur tchadien qui joue au poste d'attaquant.

## Carrière

### Carrière en club
Hassane Brahim nait le 16 novembre 1994 à N'Djamena. Il remporte la Coupe de Ligue de N'Djaména avec Elect Sport en 2012  et 2014, et joue avec son club la Coupe de la Confédération de la CAF à deux reprises : en 2013 et 2015. Il officie alors comme le capitaine du club. Il joue ensuite en faveur de l'Mangasport au Gabon. Il est sacré meilleur buteur de la saison 2014 au Tchad, avec 19 buts, et meilleur buteur de la ligue D1 gabonaise lors de la saison 2016-2017, avec 16 buts.
Le 22 juillet 2023 il signe avec l'AS Vita Club et le 26 janvier 2024 d'un commun accord il résilie son contrat avec le club, après 10 matchs jouer un 1 but marqué, une blessure arrête son aventure avec le club.

### Carrière internationale
Hassane fait ses débuts pour le Tchad le 15 avril 2014 à Doha, lors d'un match amical contre le Yémen.